# Колыонское сельское поселение
Колыонское се́льское поселе́ние — упразднённое муниципальное образование в Ижморском районе Кемеровской области Российской Федерации.
Административный центр — село Колыон.

## История
Статус и границы сельского поселения установлены Законом Кемеровской области от 17 декабря 2004 года № 104-ОЗ «О статусе и границах муниципальных образований»

## Население
| 2010  | 2011  | 2012  | 2013  | 2014  | 2015  | 2016  |
| ----- | ----- | ----- | ----- | ----- | ----- | ----- |
| 1499  | ↘1496 | ↘1426 | ↘1371 | ↘1329 | ↘1280 | ↘1249 |
| 2017  | 2018  | 2019  |       |       |       |       |
| ↘1239 | ↘1208 | ↘1169 |       |       |       |       |

## Состав сельского поселения
| № | Населённый пункт | Тип населённого пункта       | Население |
| - | ---------------- | ---------------------------- | --------- |
| 1 | Колыон           | село, административный центр | 697       |
| 2 | Нижегородка      | деревня                      | 257       |
| 3 | Новопокровка     | деревня                      | 31        |
| 4 | Ольговка         | деревня                      | 68        |
| 5 | Старопокровка    | деревня                      | #Н/Д      |
| 6 | Тёплая Речка     | село                         | 388       |

## Инфраструктура
На территории поселения насчитывается 700 индивидуальных хозяйств, где проживает 1528 человек, детей до 18 лет — 192.
На территории Колыонского сельского поселения расположена одна средняя образовательная школа в с. Колыон, одна общеобразовательная школа в с. Теплая речка, один детский сад — с. Колыон, один дом культуры — с. Колыон и два сельских клуба — с. Т-Речка и с. Нижегородка, одна врачебная амбулатория с. Колыон, два фельдшерско-акушерских пункта расположенные в с. Теплая речка и с. Нижегородка, четыре библиотеки, 10 торговых точек, 2 почтовых отделения связи в с. Теплая речка и с. Нижегородка.
Предприятия сельского хозяйства представлены базовыми хозяйствами территории: СПК «Северный» и СПК «Едигаровых». Также на территории находится дорожный участок Ижморского ДРСУ.